# Szydłówek (Szydłowiec)
Pour les articles homonymes, voir Szydłówek.
Szydłówek [ʂɨdˈwuvɛk] est un village polonais, dans le Powiat de Szydłowiec et dans la voïvodie de Mazovie dans le centre-est de la Pologne.
Il est situé à environ 4 kilomètres au nord-est de Szydłowiec et à 108 kilomètres au sud de Varsovie.

Sa population compte 744 habitants.